# وادي الدويح (قفل شمر)

تعديل مصدري - تعديل

وادي الدويح هي إحدى قرى عزلة الدانعي بمديرية قفل شمر التابعة لمحافظة حجة، بلغ تعداد سكانها 180 نسمة حسب تعداد اليمن لعام 2004.